# Bruno Neves
Bruno Ricardo Fernandes Neves, conegut com a Bruno Neves, (Oliveira de Azeméis, 5 de setembre de 1981 - Amarante, 11 de maig de 2008) va ser un ciclista portuguès, que fou professional des del 2002 fins al 2008.
Neves va morir durant la disputa d'una cursa. En un principi es va dir que havia estat conseqüència d'una caiguda, però dies més tard es va descobrir que havia estat causada per una aturada cardiorespiratòria i es va destapar una xarxa de dopatge.
Era cunyat del també ciclista João Cabreira.

## Palmarès
- 2004
  - 1r al Gran Premi Barbot i vencedor d'una etapa
- 2005
  - Vencedor d'una etapa al Gran Premi Abimota
  - Vencedor d'una etapa a la Volta a Portugal
  - Vencedor d'una etapa a la Volta às Terras de Santa Maria Feira
- 2007
  - 1r al Gran Premi Barbot i vencedor d'una etapa